# NASCAR Thunder 2003
NASCAR Thunder 2003 es la sexta edición de la serie de simuladores de carreras NASCAR de EA Sports. Desarrollado por EA Sports y Budcat Creations y publicado por Electronic Arts, fue lanzado para PlayStation, Xbox y GameCube el 19 de septiembre de 2002, luego para PlayStation 2 el 29 de septiembre y para Microsoft Windows el 16 de octubre. Las características del producto muestran a Dale Earnhardt Jr. en la portada. Dale Earnhardt apareció en el juego como conductor como resultado de ingresar su nombre como el nombre de un conductor de Create-A-Car; no apareció en el juego anterior debido a su muerte. Apareció como una leyenda en juegos posteriores.

## Jugabilidad
Al ser una simulación de carreras, NASCAR Thunder 2003 coloca al jugador al mando de un stock car en una carrera de NASCAR. Los jugadores luchan contra los pilotos de IA por la posición en la carrera durante un número preestablecido de vueltas. A medida que avanza la carrera, los jugadores se ven obligados a hacer una parada en boxes para repostar, reemplazar neumáticos y reparar daños.
Para el soporte multijugador, NASCAR Thunder 2003 se convierte en pantalla dividida y elimina gran parte del campo. Normalmente presenta el número NASCAR de 43 pilotos en una carrera, está limitado a 18 o menos con más de un piloto humano. Como opción, los controladores de IA se pueden desactivar, lo que permite a los jugadores competir entre sí.
Hay dos modos disponibles para los jugadores. Quick Race simplemente permite que hasta cuatro jugadores participen en cualquier pista y compitan con un número específico de configuraciones. Una vez finalizada la carrera, el juego vuelve al menú principal. El modo carrera es el modo más envolvente del juego. Al regresar de NASCAR Thunder 2002, coloca al jugador en control de un piloto personalizado de la NASCAR Winston Cup Series, que debe administrar el Pit stop, el patrocinio y la investigación y desarrollo durante 20 temporadas.
Aunque el modo de temporada, como el modo de carrera, permite al jugador jugar durante 20 temporadas, es esencialmente el modo de carrera rápida con posiciones de temporada. A diferencia del modo carrera, que inicia al jugador con un equipo y un equipo de boxes inferiores, son iguales a los de la IA desde el principio. Los jugadores tienen la opción de jugar como controladores existentes o personalizados, y la configuración es completamente personalizable, a diferencia de las opciones limitadas en el modo Carrera. Para lograr la compatibilidad multijugador, no solo disminuye la cantidad de pilotos de IA en una carrera, sino que también los aleatoriza, lo que significa que solo un puñado de pilotos terminan participando en toda la temporada. Sin embargo, al igual que en Quick Race, pueden desactivarse para una competición de 2 a 4 jugadores.
Thunder License es el modo de ataque de tiempo del juego; básicamente un tutorial y una contrarreloj de cómo correr por las pistas incluidas. Los desafíos relámpago son recreaciones jugables de las carreras de la Copa Winston de 1999, 2000, 2001 y la primera parte de 2002. Estos desafíos se juegan en los tres niveles de dificultad. Los pilotos les cuentan a los jugadores lo que les sucedió en la carrera. Luego, el jugador tiene la oportunidad de recrear o alterar la historia de acuerdo con los requisitos del escenario en particular.

## Lanzamiento
Un mes después del lanzamiento de las versiones para consola, se puso a disposición una versión para PC de NASCAR Thunder 2003 , convirtiéndose en el segundo juego para PC de la serie. A pesar de su lanzamiento posterior, elimina todos los modos especiales (y todo el sistema Thunder Plate) excepto el modo Temporada. Se agrega un nuevo modo de prueba y se admite el modo multijugador de 16 jugadores a través de Internet o LAN. En general, recibió puntuaciones más bajas de los revisores que la versión de consola.

## Recepción
El juego recibió críticas "favorables" en todas las plataformas, excepto la versión para PC, que recibió críticas "promedio", según el sitio web de agregador de reseñas Metacritic. Fue un segundo puesto de GameSpot ' premio de s anual "Mejor juego de conducción en GameCube", que fue a NASCAR: Dirt to Daytona.
Poco después del lanzamiento, NASCAR Thunder 2003 cayó bajo escrutinio con respecto a la selección de la banda sonora. En referencia a las canciones seleccionadas, el crítico Finnegan Knospe describió la banda sonora como de lo más abominable "sobre drogas". La canción principal del lanzamiento, "Magic Carpet Ride", de la banda Steppenwolf fue mal recibida debido a su falta de referencias a NASCAR.